# Національний дослідницький університет «Вища школа економіки»
Вища школа економіки — російський університет з відділеннями у Москві, Нижньому Новгороді, Санкт-Петербурзі та Пермі. ВШЕ спеціалізується у навчанні економічних наук та гуманітарних наук, правознавства, математики та інформатики. Частина предметів викладається англійською мовою. Університет має статус національного дослідницького університету Росії, а також є учасником проекту «5-100», який має намір вивести принаймні п'ять російських університетів до ста найкращих у світі. Заснований 1992 року, 1996 року став державним університетом. Університет створено за західним зразком за підтримки Фонду Джорджа Сороса та Роттердамського університету. ВШЕ має численні партнерські університети за кордоном і запрошує до себе для викладання відомих світових економістів.